# Fannia subatripes
Fannia subatripes is een vliegensoort uit de familie van de Fanniidae. De wetenschappelijke naam van de soort is voor het eerst geldig gepubliceerd in 1967 door d'Assis-Fonseca.